# Synoicum ramulosum
Synoicum ramulosum is een zakpijpensoort uit de familie van de Polyclinidae. De wetenschappelijke naam van de soort is voor het eerst geldig gepubliceerd in 1969 door Kott.